# Фоменков, Валерий Иванович
Валерий Иванович Фоменков (24 декабря 1938 — 29 декабря 2021) — советский хоккеист, нападающий, трёхкратный чемпион СССР, советский и российский хоккейный тренер, мастер спорта СССР (1961), заслуженный мастер спорта России (1995).

## Биография
Валерий Фоменков начинал играть в хоккей в 1953 году в детско-юношеской спортивной школе московского клуба «Крылья Советов». Играл за команды «Крылья Советов» (1956—1957), владимирский «Дом Офицеров»/СКВО (1957—1958) и калининский СКВО/МВО (1958—1960).
В 1960—1970 годах Фоменков выступал за команду «Спартак» (Москва), забросив 167 шайб в 299 матчах чемпионата СССР. За это время в составе своей команды он три раза (в 1962, 1967 и 1969 годах) становился чемпионом СССР, три раза — серебряным призёром и два раза — бронзовым призёром чемпионата СССР. В «Спартаке» его партнёрами по тройке нападения в разные годы были Игорь Кутаков, Александр Кузнецов, Юрий Борисов, Олег Галямин, Александр Мартынюк, Геннадий Крылов и Анатолий Севидов. Два раза, в 1962 и 1963 годах, входил в число лучших хоккейных игроков сезона.
Выступал за вторую сборную СССР по хоккею.
В 1970—1971 и 1972—1977 годах был тренером команды «Спартак», в 1980—1982 годах — старшим тренером липецкого «Трактора», а в 2003—2004 годах — тренером команды «Спартак-2».
В 1995 году Валерий Фоменков был награждён медалью ордена «За заслуги перед Отечеством» II степени «за заслуги в развитии физической культуры и спорта и большой личный вклад в возрождение и становление спортивного общества „Спартак“».
Скончался 29 декабря 2021 года на 84-м году жизни после продолжительной болезни.

## Достижения
- Чемпион СССР по хоккею — 1962, 1967, 1969[3][4].
- Серебряный призёр чемпионата СССР — 1965, 1966, 1968[3][4].
- Бронзовый призёр чемпионата СССР — 1963, 1964[3][4].
- Финалист Кубка СССР — 1967[4].